# Coccothrinax elegans
Coccothrinax elegans är en enhjärtbladig växtart som beskrevs av Onaney Muñiz och Attila L. Borhidi. Coccothrinax elegans ingår i släktet Coccothrinax och familjen Arecaceae.
Artens utbredningsområde är Kuba. Inga underarter finns listade i Catalogue of Life.